# 버뮤다 삼각지대

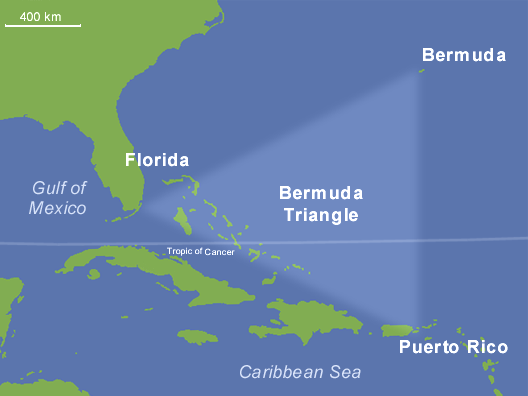
버뮤다 삼각지대

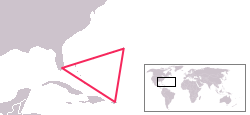
버뮤다 삼각지대 위치

버뮤다 삼각지대(영어: Bermuda Triangle) 또는 마의 삼각지대(Devil's Triangle)는 북서대서양 지역에서 예로부터 수많은 항공기와 선박들 또는 승무원이 사라졌다는 주장으로 유명해진 곳이다. 
미국 해양조사부에 따르면 실종은 가스에 의한 폭발 등이 원인일 것으로 추정된다.
버뮤다 삼각지대가 다른 지역보다 자기장이 불안한 것은 사실이나 이곳의 면적이 400km2나 되는 것을 감안하면 당시 다른 바다에서 일어나는 사고 수치와 거의 차이가 없다. 
언론의 과장된 기사와 부풀려 쓴 수치들이 존재하며, 사고의 원인은 주로 번개, 해일, 기상이변, 해적, 운행실수 등 이었다.그래서 보통 버뮤다 삼각지대의 괴담으로 취급한다
한가지 흥미로운 점은 5대의 훈련비행기가 사라졌다는 것이다. 이 비행기는 바다에 착륙할 수 있지만, 아직 비행기가 발견되지 않았다.
버뮤다 삼각지대의 주변국으로는 쿠바, 미국이 있다.

## 개요
버뮤다 삼각지대는 대서양의 버뮤다 주변의 삼각형 모양의 구역을 의미하며, 1945년에 미국 해군 항공대의 제19비행단 소속 TBF어벤저 뇌격기 1개 편대와, 그들을 구조하러 날아갔던 PBY 카탈리나 비행정이 돌연 실종된 사고를 가지고, 1960년대에 마이애미 헤럴드에서 기자로서 일하던 에드워드 존스가 마의 삼각 지대라고 이름을 붙이고, 보도를 내보내고 알리면서 명성이 생기게 되었으며, 실제 세계 불가사의 논쟁 중 꼭 거론되는 주제이기도 하다.

### 버뮤다 삼각지대의 구분
대개는 플로리다 해협, 버뮤다, 푸에르토리코 혹은 아조레스 제도의 경계를 삼각형 범위 안으로 삼는다. 사고가 일어나는 영역 상 멕시코만으로 그 범위를 정하는 사람도 있다. 어떤 사람들은 노련하지 못한 항해자의 실수 혹은 기상 이변으로 인해 행방불명되었다고 주장하지만 일부 대중 문화에선 과학적으로는 증명할 수 없는 심령 현상이나 지구 밖 생명체의 활동으로 인해 실종된 것이라고 보기도 한다. 상당한 증거 자료와 수사에도 불구하고 이 지역에서 일어난 많은 사건의 진실은 정확하게 보고되지 않고 있다.

### 버뮤다에서 실종된 선박 및 비행기
- 스타 아리엘(사라진 여객기) 1949년, 의문의 실종.
- 스타 타이거(사라진 여객기) 1948년, 의문의 실종.
- 엘 스나이더(사라진 조타수) 1948년, 기록적인 돌풍.
- 샌들러 호(사라진 화물선) 1950년, 폭풍우로 인함
- 서전 디스릭스 호(해군 화물선) 1954년, 폭풍우.
- 콘네마라 4세 호(버려진 요트) 1955년, 허리케인에 의함.
- 해군의 정찰폭격기 1956년, 폭발.
- 레바노크 호(사라진 요트) 1958년, 폭풍우로 인함.
- 마린 설펴 퀸 호(화물선)* 1963년, 여러 가지 자연적 원인으로.
- 2대의 KC-135(공급 급유기* 1963년, 공중 충돌.
- 비치크라프트 보난자(경비행기)* 1967년, 엔진 고장.
- 파이퍼 아파치(경비행기) 1967년, 악천후 또는 엔진 고장.
- 위체클라프트 호(순양함)* 1967년, 폭풍우로 인함.
- 파이퍼 코만치(경비행기)* 1970년, 비행사 실수로 인한 엔진 고장.
- V.A. 포그호(사라진 유조선)* 1972년. 폭발
- 에어프랑스 (사라진 비행기)* 2008년. 실종

## 이론
버뮤다 삼각지대의 원인과 진실에 관해서는 많은 이론들과 의견들이 존재한다.

### 메탄가스 이론
2010년 8월, 호주의 조세프 모니건 교수가 삼각지대에서 발생한 항공기와 선박의 실종 원인의 가설을 제기하였다. 바닷속 깊은 곳엔 메탄 가스층이 존재하여 지각이 불안정해지면 메탄가스가 대량으로 올라오는데 이 때문에 물 밀도가 낮아지게 되어, 선박은 부력이 감소하여 침몰하고, 항공기의 경우는 메탄가스에 의해 엔진에 불이 붙어 추락하게 된다는 것이다.

### 자기장 이론
해당 버뮤다 삼각지대 위치에 자기장이 강력하게 발생하여, 항공기의 전자 기기, 특히 GPS 장치나 나침반에 절대적인 이상, 결함이 생겨 사고가 난다는 견해도 있으며, 또한 이에 버뮤다 삼각지대의 정 반대편인 드래곤 트라이앵글에서도 비슷한 사고가 일어나고 있는 것이라고 주장한다. 

### 아틀란티스설
2012년 10월 22일, 캐나다 탐사팀이 잠수로봇을 이용, 버뮤다 삼각지대 내 쿠바와 가까운 지점에서 수중도시를 발견했다고 발표하였으며, 당시 해저 700m 지점에서 발견됐다는 도시에는, 최소 4개의 자이언트 피라미드와 웅장한 스핑크스, 기타 건축물이 보존돼 있으며, 피라미드 중 1개는 크리스탈로 제작된 듯하다고 보도되어 화제를 끌었으며, 탐사팀 관계자는, “중미 선사시대에 만들어진 도시가 분명하다.” 면서 “테오티우아칸처럼 상당히 발전한 문명을 가진 도시나 국가였던 것 같다.” 고 발표하였고, 기타 문자가 새겨진 바위가 존재하여, 서양의 고도의 문명 발달국이 가라앉은 것 같다고 밝히기도 했다.
이에, 탐사팀 관계자는 “아직은 확실하게 단언할 수 없는 단계지만 자연이 그토록 정교한 건축물을 만들어낼 수는 없다고 본다.” 면서, 기타 버뮤다 삼각지대가 아틀란티스가 가라앉은 곳이라고 알려진 대서양이라는 근거 등을 통해서 아틀란티스의 발견을 확신하기도 했다.

### 공기터널 이론
역사적 기록에 따르면, 1492년에 콜롬버스가 세 척의 배를 이끌고 버뮤다 삼각지대의 해역을 지났을때, 갑자기 나침반이 이리저리 움직이기 시작하더니, 하늘에서 이상한 빛이 보였다는 기록이 존재하며, 이에 따라 사람의 눈에 보이지 않는, 공기 속에 투명한 공기 터널이 존재, 이에 따라 버뮤다 삼각지대를 지나는 항공기나 선박 들이 빨려 들어간다는 것이다.
그러나,"공기 속의 공기 터널" 은 버뮤다 삼각지대에서 허리케인이 자주 발생하므로, 그와 같은 자연 현상에 불과하며, 나침반이 이리저리 움직인 것은, 자기장 이론에 따라 자기장의 영향이라는 반론이 있기도 하다.

### 기타 이론
- UFO 해저 기지설
- 타임 터널설
- 블랙홀설
- 웜홀 (4차원) 이론

## 회의론

### 교통량 문제
버뮤다 삼각지대는 대서양 무역이 활발하게 이루어지는 곳이며, 선박, 항공의 운행 빈도가 타 지역보다 매우 활발하고, 연근해와의 거리 등의 복합적 요인으로 인해 증거나 잔해 발견이 어려우며, 이에 따라 실종 사고나 원인을 알 수 없는 사고들이 많이 발생하는 것이고, 또 버뮤다 삼각지대에는 허리케인과 같은 자연 현상들도 자주 발생하는 곳이기에, 각종 재난 사고나 실종 사고가 많이 일어나는 것이라는 의견이 있다.
또한, 버뮤다 제도에는 LF웨이드 국제공항까지 존재하며, 현재 또한 많은 항공기와 선박들이 버뮤다 삼각지대를 지나고 있기에, 사실은 지극히 정상적인 곳이라는 평가 또한 존재한다.

### 조작설
2012년 1월 1일 대한민국의 MBC TV에서 방영되었던 신비한TV 서프라이즈 498회를 통해 래리 커쉬의 버뮤다 삼각지대 거짓설이 방영되었다.
래리 커쉬는 '제19비행중대 행방 불명 사건'의 거짓 교신 내용, 실종자 대부분이 비행 경험이 없는 훈련병이었다는 것, 실종된 수색기가 문제가 있는 비행기였다는 것 등 각종 사건들의 원인이 따로 존재하였으며, '프레야 호 사건'도 역시 쓰나미로 인해 벌어진 사고라는 주장과 타 지역 사고 빈도수와 비교했을 때 버뮤다 삼각지대는 사고다발구역이 아니며, 그 증거로 보험사들이 이 지역을 지날 때 할증을 붙이지 않는다는 것을 들며 주장하였다.
그는 이러한 결과의 모든 원인은 1950년 9월 17일 마이애미 해럴드 지 보도가 버뮤다 삼각지대 미스터리의 발단이 되었으며, 이후 출판사와 방송사가 흥행을 위해 사건을 조작하였기 때문이라고 말하였다.
또한, 영리적 목적을 노리고, 고의로 사건을 과장하거나 왜곡한 경우도 있다는 평가도 있으며, 각종 영화 제작이나 소설에서 버뮤다 삼각지대가 소설거리로 자주 인용되기도 하였다.

## 같이 보기
- 아틀란티스
- 드래곤 트라이앵글